# James Tarkowski
James Alan Tarkowski (* 19. listopadu 1992 Manchester) je anglický profesionální fotbalista, který hraje na pozici středního obránce za anglický klub Everton FC a za anglický národní tým.

## Klubová kariéra

### Oldham Athletic
Tarkowski se připojil do akademie třetiligového Oldhamu Athletic v květnu 2009. Svého debutu v A-týmu se dočkal 22. ledna 2011, když odehrál posledních 10 minut zápasu proti Brentfordu. V květnu 2011 podepsal svoji první profesionální smlouvu, a to na dva roky.
Tarkowski se stal pravidelným členem základní sestavy na začátku sezóny 2012/13, když vytvořil stoperskou dvojici s Jeanem-Yvesem Mvotem. Tarkowski byl jedním z nejdůležitějších hráčů týmu, kteří dovedli Oldham až do pátého kola FA Cupu, ve kterém vypadli s prvoligovým Evertonem. V létě 2013 podepsal nový dvouletý kontrakt.
V sezóně 2013/14 po jeho boku nejčastěji nastupoval Jonathan Grounds. V zápase třetího kola FA Cupu proti Liverpoolu na Anfieldu vstřelil v 82. minutě vlastní gól; Oldham zápas prohrál 0:2. Tarkowskému byla nabídnuta v lednu 2014 nová smlouva, která by ho udržela v klubu až do léta 2017, ale manchesterský rodák tuto nabídku odmítl.

### Brentford
Dne 31. ledna 2014 přestoupil Tarkowski do třetiligového Brentfordu, kde podepsal smlouvu do léta 2017. V dresu Brentfordu debutoval 1. března, když odehrál utkání proti Carlisle United. Svůj první gól v novém působišti vstřelil o 10 dní později při výhře 2:0 nad Tranmere Rovers. V první sezóně v klubu odehrál 13 utkání a vstřelil dvě branky; pomohl tak Brentfordu k postupu do Championship.
Tarkowski, už jako pravidelný člen základní sestavy, debutoval v druhé nejvyšší anglické soutěži 9. srpna 2014, a to při remíze 1:1 proti Charltonu Athletic.
Poté, co odmítl nastoupit 15. ledna do zápasu proti Burnley, byl údajně interně potrestán a za své chování se později fanouškům omluvil. V dresu Brentfordu již od té doby nenastoupil a 1. února z klubu odešel.

### Burnley
Dne 1. února 2016 přestoupil Tarkowski do druholigového Burnley, ve kterém podepsal smlouvu do léta 2019. Tarkowski v klubu debutoval 20. února, když v zápase proti Rotherhamu United musel být v první půli vystřídán Michael Keane kvůli zranění hlavy. Tarkowski nahradil Keanea i v následujících dvou zápasech, a to při výhrách nad Nottinghamem Forest a Boltonem Wanderers. Trenér Sean Dyche však po zbytek sezóny preferoval stoperskou dvojici Michael Keane–Ben Mee, a tak Tarkowski stihl odehrát ve zbylých zápasech pouze jedinou minutu. Burnely ovládlo Championship a postoupilo do Premier League.
Tarkowski debutoval v Premier League 27. srpna, a to při prohře 0:3 proti londýnské Chelsea. Do základní sestavy se probojoval až v 35. kole (díky zranění Bena Meeho z předešlého zápasu proti Manchesteru United) při výhře 2:0 nad Crystal Palace.
V létě 2017 přestoupil Michael Keane do Evertonu a uvolnil tak Tarkowskému cestu do základní sestavy.

## Reprezentační kariéra
Tarkowski měl možnost reprezentovat Polsko prostřednictvím svých prarodičů, ale před Polskem upřednostnil rodnou Anglii. Do anglické reprezentace byl poprvé povolán v březnu 2018. Svého reprezentačního debutu se dočkal 27. března, když odehrál celé přátelské utkání proti Itálii veWembley.

## Statistiky

### Klubové
K 12. březnu 2022
| Klub            | Sezóna  | Liga           | Liga   | Liga | FA Cup | FA Cup | EFL Cup | EFL Cup | Evropské poháry | Evropské poháry | Celkem | Celkem |
| Klub            | Sezóna  | Liga           | Zápasy | Góly | Zápasy | Góly   | Zápasy  | Góly    | Zápasy          | Góly            | Zápasy | Góly   |
| --------------- | ------- | -------------- | ------ | ---- | ------ | ------ | ------- | ------- | --------------- | --------------- | ------ | ------ |
| Oldham Athletic | 2010/11 | League One     | 9      | 0    | 0      | 0      | 0       | 0       | —               | —               | 9      | 0      |
| Oldham Athletic | 2011/12 | League One     | 16     | 1    | 0      | 0      | 0       | 0       | —               | —               | 16     | 1      |
| Oldham Athletic | 2012/13 | League One     | 21     | 2    | 3      | 0      | 1       | 0       | —               | —               | 25     | 2      |
| Oldham Athletic | 2013/14 | League One     | 26     | 2    | 5      | 0      | 1       | 0       | —               | —               | 32     | 2      |
| Oldham Athletic | Celkem  | Celkem         | 72     | 5    | 8      | 0      | 2       | 0       | —               | —               | 82     | 5      |
| Brentford       | 2013/14 | League One     | 13     | 2    | —      | —      | —       | —       | —               | —               | 13     | 2      |
| Brentford       | 2014/15 | Championship   | 36     | 1    | 1      | 0      | 1       | 0       | —               | —               | 38     | 1      |
| Brentford       | 2015/16 | Championship   | 23     | 1    | 0      | 0      | 0       | 0       | —               | —               | 23     | 1      |
| Brentford       | Celkem  | Celkem         | 72     | 4    | 1      | 0      | 1       | 0       | —               | —               | 74     | 4      |
| Burnley         | 2015/16 | Championship   | 4      | 0    | —      | —      | —       | —       | —               | —               | 4      | 0      |
| Burnley         | 2016/17 | Premier League | 19     | 0    | 4      | 0      | 1       | 0       | —               | —               | 24     | 0      |
| Burnley         | 2017/18 | Premier League | 31     | 0    | 0      | 0      | 2       | 0       | —               | —               | 33     | 0      |
| Burnley         | 2018/19 | Premier League | 35     | 3    | 2      | 0      | 0       | 0       | 5               | 0               | 42     | 3      |
| Burnley         | 2019/20 | Premier League | 38     | 2    | 2      | 0      | 0       | 0       | —               | —               | 40     | 2      |
| Burnley         | 2020/21 | Premier League | 36     | 1    | 2      | 0      | 1       | 0       | —               | —               | 39     | 1      |
| Burnley         | 2021/22 | Premier League | 25     | 1    | 1      | 0      | 1       | 0       | —               | —               | 27     | 1      |
| Burnley         | Celkem  | Celkem         | 188    | 7    | 11     | 0      | 5       | 0       | 5               | 0               | 209    | 7      |
| Celkem          | Celkem  | Celkem         | 332    | 16   | 20     | 0      | 8       | 0       | 5               | 0               | 365    | 16     |

### Reprezentační
K 11. září 2018
| Anglie | Anglie | Anglie |
| Rok    | Zápasy | Góly   |
| ------ | ------ | ------ |
| 2018   | 2      | 0      |
| Celkem | 2      | 0      |